# Ribes glabrifolium
Ribes glabrifolium är en ripsväxtart som beskrevs av Ling Ti Lu. Ribes glabrifolium ingår i släktet ripsar, och familjen ripsväxter. Inga underarter finns listade i Catalogue of Life.